# Alcian blu
L'alcian blu è un colorante carico positivamente (catione), che forma legami elettrostatici con alcuni polianioni tissutali legando o il gruppo carbossilico o solforico. Rappresenta un metodo per la dimostrazione di mucine acide. Il colorante è rame ftalocianina che deriva da un colorante utilizzato nella tintura del cotone.
Questo metodo di colorazione presenta alcuni vantaggi come la specificità per le mucine acide, forte colorazione, insolubilità e permanenza dei risultati.